# 甲斐有雄
甲斐 有雄 （かい ありお、1829年（文政12年） -　1909年（明治42年））は、熊本県の石工、社会事業家。
熊本県阿蘇郡野尻村大字尾下（高森町）で石工を営み、野尻村の村会議員も務めた。その傍ら、石材に文字を彫り込み、熊本県のみに止まらず隣接の大分県・宮崎県の山間地や原野の細い田舎道の分岐点に総計約1800基の道標（みちしるべ）を設置した。この功績を称えて1958年（昭和33年）に「熊本県近代文化功労者」として顕賞された。
また、道標設置の記録や日記といった文献資料を残し、遺族により熊本県松橋収蔵庫に寄贈されている。